# Tín hiệu thống trị
Tín hiệu thống trị (Dominance signal) là những tín hiệu, dấu hiệu được sử dụng theo thứ bậc thống trị hoặc tôn ti trật tự để biểu thị sự thống trị của động vật. Tín hiệu thống trị là một loại tín hiệu phát ra từ môi trường bên trong (nội môi) thể hiện các thuộc tính, tình trạng và phẩm chất của kẻ báo hiệu. Tín hiệu thống trị là cần thiết cho một số loài để giao phối, duy trì hệ thống phân cấp xã hội và bảo vệ lãnh thổ. Tín hiệu thống trị cũng cung cấp thông tin về thể trạng, sức khỏe của con vật. Động vật đã phát triển các chiến lược quản lý xung đột để giảm tần suất các sự cố gây hấn trong khi cạnh tranh sinh học. Sự tiến hóa này là cơ sở của các tín hiệu thống trị.
Tín hiệu thống trị có thể được xác định cơ chế hoạt động bằng (1) hành vi phô trương hoặc khoe mẽ được tạo bởi các tín hiệu, dấu hiệu, màu sắc động vật (2) truyền tải thông điệp mang ý nghĩa này đến kẻ nhận sao cho (3) tín hiệu được đáp ứng với phản hồi và (4) kết quả phản hồi được quan sát. Ví dụ, (1) những con cua ẩn sĩ vẫy cái càng bự của chúng để thực hiện tín hiệu đe dọa, (2) thể hiện ý định sẽ tấn công kẻ thách thức (3) và kẻ thách thức đưa ra quyết định rút lui, và lảng tránh (4) củng cố sự thống trị của con vật ưu thế nhưng vẫn né tránh được một trận chiến đổ máu và thương tích không cần thiế.
Nghiên cứu sớm nhất về tín hiệu động vật có thể được quy cho nội dung "Biểu hiện cảm xúc ở người và động vật" của Charles Darwin, đã giới thiệu nghiên cứu so sánh tín hiệu trên tất cả các loài động vật. Khả năng biểu cảm của khuôn mặt là cơ sở của biểu hiện không lời. Những tín hiệu khuôn mặt này giúp duy trì mối quan hệ thống trị hoặc "trạng thái" bằng cách cho phép các loài dự đoán kết quả cuộc chạm trán của chúng và sự khao phí năng lượng sống của chính chúng. Nikolaas Tinbergen đã tiếp tục khuôn khổ thiết yếu để nghiên cứu tín hiệu động vật với bốn câu hỏi của ông về cách phát sinh, chức năng, sự phát triển và cơ chế của tín hiệu hoặc bất kỳ hành vi nào khác.
Tín hiệu thống trị là cơ sở của hệ thống phân cấp động vật và được kích hoạt bởi môi trường căng thẳng. Những tín hiệu này được sử dụng để duy trì sự thống trị và tán tỉnh, sự thống trị xã hội và sự thống trị về lãnh thổ và tài nguyên (thức ăn và chỗ ở) cả trong và giữa các loài khác nhau. Động vật sử dụng một số phương thức giao tiếp để thể hiện sự thống trị. Một số ví dụ về tín hiệu thống trị ở các loài động vật như chiếc lưng bạc của khỉ đột, đối với đười ươi thì là hàng lông dày dặn ở ngực và dễ nhận ra hơn nữa là những túm lông hai bên má, đối với những con sói thì sói đầu đàn luôn to khỏe hơn, đuôi dựng lên, những con kỳ đà thì có dáng đi khệnh khạng, sư tử đực có chiếc bờm to xù.
Cuộc chạm trán hung hăng giữa các cá thể cạnh tranh có thể dẫn đến hao tổn đáng kể cho động vật. Để giảm thiểu sức chiến đấu và bảo tồn sinh lực, nhiều loài đã phát triển các hệ thống tín hiệu chuyên dụng để khẳng định sự thống trị bằng cách chọn các tín hiệu hoặc tín hiệu cụ thể. Những tín hiệu này cho phép các cá thể đánh giá tình trạng của những kẻ có ý định thách thức và không tham gia chiến đấu với những cá thể có cấp bậc hoặc sức mạnh cao hơn. Những tín hiệu như vậy được tìm thấy ở một số loài và có thể tự hiện diện theo nhiều cách khác nhau. Giao tiếp bằng hình ảnh là một tín hiệu thống trị phổ biến giữa các loài động vật.